# Macrodinychidae
Macrodinychidae es una familia de ácaros perteneciente al orden Mesostigmata.

## Especies
Macrodinychidae contiene un género con 21 especies reconocidas:
- Genus Macrodinychus Berlese, 1917
  - Macrodinychus andrassyi Hirschmann, 1975
  - Macrodinychus baloghi Hirschmann, 1975
  - Macrodinychus bregetovaae (Hirschmann, 1975)
  - Macrodinychus butuae (Hirschmann, 1975)
  - Macrodinychus durmei Hirschmann, 1983
  - Macrodinychus hirschmanni (Hiramatsu, 1977)
  - Macrodinychus iriomotensis Hiramatsu, 1979
  - Macrodinychus kaszabi (Hirschmann, 1975)
  - Macrodinychus kurosai Hiramatsu, 1975
  - Macrodinychus loksai Hirschmann, 1975
  - Macrodinychus mahunkai Hirschmann, 1975
  - Macrodinychus multipennus (Hiramatsu, 1977)
  - Macrodinychus multispinosus Sellnick, 1973
  - Macrodinychus paraguayensis Hirschmann, 1975
  - Macrodinychus parallelpipedus (Berlese, 1916)
  - Macrodinychus sellnicki (Hirschmann & Zirngiebl-Nicol, 1975)
  - Macrodinychus shibai Hiramatsu, 1980
  - Macrodinychus vietnamensis Hirschmann, 1983
  - Macrodinychus yonakuniensis Hiramatsu, 1979
  - Macrodinychus yoshidai Hiramatsu, 1979
  - Macrodinychus zicsii Hirschmann, 1975